# Olympische Sommerspiele 2000/Tischtennis
Bei den Olympischen Spielen 2000 in der australischen Metropole Sydney wurden vier Wettbewerbe im Tischtennis ausgetragen.
Austragungsort war das State Sports Centre im Sydney Olympic Park.
Alle Goldmedaillen gingen an die Chinesen, ebenso fast alle Silbermedaillen. Lediglich der Schwede Jan-Ove Waldner erreichte im Einzel das Endspiel.

## Bilanz

### Medaillenspiegel
| Platz  | Land              | Gold | Silber | Bronze | Gesamt |
| ------ | ----------------- | ---- | ------ | ------ | ------ |
| 1      | China             | 4    | 3      | 1      | 8      |
| 2      | Schweden          | —    | 1      | —      | 1      |
| 3      | Chinesisch Taipeh | —    | —      | 1      | 1      |
| 3      | Frankreich        | —    | —      | 1      | 1      |
| 3      | Südkorea          | —    | —      | 1      | 1      |
| Gesamt | Gesamt            | 4    | 4      | 4      | 12     |

### Medaillengewinner
| Disziplin     | Gold                       | Silber                            | Bronze                                     |
| ------------- | -------------------------- | --------------------------------- | ------------------------------------------ |
| Männer Einzel | Kong Linghui (CHN)         | Jan-Ove Waldner (SWE)             | Liu Guoliang (CHN)                         |
| Frauen Einzel | Wang Nan (CHN)             | Li Ju (CHN)                       | Chen Jing (TPE)                            |
| Männer Doppel | Wang Liqin / Yan Sen (CHN) | Kong Linghui / Liu Guoliang (CHN) | Patrick Chila / Jean-Philippe Gatien (FRA) |
| Frauen Doppel | Li Ju / Wang Nan (CHN)     | Sun Jin / Yang Ying (CHN)         | Kim Moo-kyo / Ryu Ji-hae (KOR)             |

## Abschneiden der Deutschen

### Herren
Am weitesten kam Jörg Roßkopf, der nach Siegen über Ashraf Helmy (Ägypten), David Zhuang (USA), Peter Karlsson (Schweden) und Toshio Tasaki (Japan) das Viertelfinale erreichte, wo er gegen den Chinesen Liu Guoliang verlor. Timo Boll scheiterte im Achtelfinale an Werner Schlager (Österreich), nachdem er Hamad Al-Hammadi (Katar), Liu Song (Argentinien) und Kim Taek-soo (Südkorea) besiegt hatte. Peter Franz gewann in der Vorrunde gegen Matthew Syed (England) und Jean-Patrick Sahajasein (Mauritius), ehe er in Runde 1 jedoch gegen Jörgen Persson (Schweden) ausschied.
Da das „Standarddoppel“ Roßkopf/Fetzner im Vorfeld die Qualifikation verfehlte wurde aus den im Einzel qualifizierten deutschen Teilnehmern das „Notdoppel“ Roßkopf/Boll gebildet. Dieses blieb in der Vorrunde hängen: Ein Sieg gegen Brett Clarke/Jeff Plumb (Australien) und die Niederlage gegen Slobodan Grujić/Ilija Lupulesku (Jugoslawien) reichten nicht zum Weiterkommen.

### Damen
Auch Qianhong Gotsch erreichte das Achtelfinale. Sie gewann gegen Rinko Sakata (Japan) und Suk Eun-mi (Südkorea) und verlor gegen Chen Jing (Taiwan). Jing Tian-Zörner schied sofort gegen Åsa Svensson (Schweden) aus, ebenso wie Jie Schöpp gegen Chen-Tong Fei-Ming (Taiwan).
Das Doppel Gotsch/Schöpp überstand die Vorrunde durch Siege über Xiao-Xiao Wang/Chris Xu (Kanada) und Gao Jun/Michelle Do (USA), scheiterte dann aber gegen die Ungarinnen Csilla Bátorfi/Krisztina Tóth. Ebenso weit kamen Schall/Struse, die in der Vorrunde gegen Tawny Banh/Jasna Reed (USA) und Li Chunli/Li Karen (Geschwister aus Neuseeland) gewannen und in Runde 1 gegen Li Ju/Wang Nan (China) ausschieden.